# Verisäkeet
Verisäkeet (pol. Krwawe Wersety) – czwarta płyta studyjna wydana przez zespół Moonsorrow. Album został nagrany w studiu Tico Tico. Użyto w niej kilku prymitywnych fińskich instrumentów, których we wcześniejszych wydawnictwach nie używano, kantele i jouhikko. Zawiera długie, epickie utwory.

## Lista utworów
- "Karhunkynsi" (Niedźwiedzi Szpon) – 14:00
- "Haaska" (Padlina) – 14:42
- "Pimeä" (Mrok) – 14:08
- "Jotunheim" (Jotunheim) – 19:28
- "Kaiku" (Echo) – 8:19

## Skład
- Ville Sorvali – wokal, gitara basowa
- Marko Tarvonen – perkusja, wokal
- Mitja Harvilahti – gitara, wokal
- Henri Sorvali – gitara, keyboard
- Markus Eurén – keyboard

## Pozycje na listach
| Lista  | Kraj      | Pozycja |
| ------ | --------- | ------- |
| Top 50 | Finlandia | 18      |